# Södra Barrule
Södra Barrule är en kulle på södra Isle of Man. Den är 483 meter hög och har ett fort vid foten. Vid foten på den sydvästra sidan ligger Cringle vattenreservoar som förser södra delen av Isle of Man med vatten. Det finns också en norra Barrule på Isle of Man. 
Ordet Barrule (Manx:Barrool) förekommer i Isle of Mans nationalsång, Arrane Ashoonagh dy Vannin, där ö sägs vara ” Byggt lika stadigt som Barrule”.